# Liste des îles d'Égypte
Voici une liste des îles d'Égypte :

## Îles maritimes

### Mer Méditerranée
- Île Nelson

### Mer Rouge
- Giftoun kebir
- Giftoun soraya
- Île du Pharaon
- Qaisun
- Sanafir (revendiquée par l'Arabie saoudite, rétrocession en cours en 2017)
- Tiran (revendiquée par l'Arabie saoudite, rétrocession en cours en 2017)
- Zabargad

## Îles fluviales
- Île Éléphantine
- Île de Gezira
- Île Kitchener
- Île de Roda

## Îles lacustres
- Île d'Aguilkia
- Biggeh
- Philæ

## Ancienne île
- Île de Pharos